# عبدالرحمن بن ابی‌بکر
عبدالرحمن پسر ابوبکر (نام کامل وی: عبدالرحمن بن ابوبکر بن ابی قحافه تیمی) از صحابه محمد پیامبر اسلام است.

## زندگینامه
عبدالرحمن پسر ابوبکر  اولین خلیفه از خلفاء 
راشدین و  ام رومان (مادر عایشه) در مکه ولادت یافت و بعد از پدرش ابوبکر به دین اسلام گروید. محمد پیامبر اسلام، نام او را از عبدالعزی به عبدالرحمن تغییر داد. وی در نبرد بدر در کنار کفار و در جنگ های احزاب، تبوک، و بنی مصطلق در سپاه اسلام می‌جنگید. پس از مرگ محمد، عبدالرحمن در نبردهای رده شرکت جست. پس از مرگ ابوبکر، عبدالرحمن پسر ابوبکر از افراد مورد اعتماد عمر بن خطاب (خلیفه دوم) بود. او و خواهرش عایشه در جنگ جمل، در مقابل برادرشان محمد بن ابی‌بکر؛ که از یاران و سرداران سپاه خلیفه مسلمانان علی بن ابی طالب به شمار می‌رفت جنگیدند.

مخالفت با جانشینی یزید
وقتی معاویه مسئله جانشینی یزید را مطرح کرد، عبدالرحمن زبان به اعتراض گشود و گفت که «حال می‌خواهید سنت قیصر و کسری را احیاء کنید؟» مروان حکم او را به مرگ تهدید کرد اما عبدالرحمن هم‌چنان علیه حکومت یزید سخن می‌گفت. عبدالرحمن حتی حاضر نشد در برابر ده هزار دیناری که معاویه به او پیشنهاد داده بود؛ با یزید بیعت کند.
عبدالرحمن پیش از اسلام آوردن با لکیعه دختر ابوسفیان ازدواج کرد.
عثمان پس از درگذشت عمر دخترش لیله را به عقد عبدالرحمن دراورد.
اسما یکی از دختران عبدالرحمن بود که با  قاسم بن محمد (برادرزاده عبدالرحمن) ازدواج کرد و حاصل آن دختری به نام ام‌فروه (فاطمه مکَنّی) شد.
حفضه دختر دیگر عبدالرحمن نیز با حسن بن علی (امام دوم شیعیان) ازدواج کرد و سپس امام حسن او را طلاق داد
عبدالله هم که از پسران عبدالرحمن بود با عایشه بنت طلحه ازدواج کرد.
بنا به برخی روایات؛ عبدالرحمن پسر ابوبکر به دستور معاویه مسموم گردید.